# Francisco Ribas
Francisco Ribas Sanglas, connu comme "Quiquet", né le 1er décembre 1916 à Roda de Ter (province de Barcelone, Espagne) et mort le 22 janvier 2009 dans la même localité, est un footballeur espagnol qui jouait au poste de défenseur.

## Biographie
Il commence à jouer à Roda de Ter, puis à l'UE Vic en 1939.
En 1939, il rejoint le FC Barcelone avec qui il joue 29 matchs et marque 13 buts. Il remporte le championnat de Catalogne.
En 1940, il est recruté par le Celta de Vigo.
Il joue ensuite avec l'Horta.
Après sa carrière de joueur, il est durant 30 ans le maire de son village natal.